# 瓦伊利亞蒂區
13°55′40″S 72°29′02″W / 13.92778°S 72.48389°W
瓦伊利亞蒂區（西班牙語：Distrito de Huayllati），是秘魯的一個區，位於該國南部阿普里馬克大區的格羅省，始建於1857年1月2日，面積110.8平方公里，海拔高度3,481米，2005年人口1,915，人口密度每平方公里17人。